# Rebekah Rota
Rebekah Rota (* in Los Angeles) ist eine US-amerikanische Opernintendantin, -regisseurin und -sängerin. Seit 2023 ist sie Intendantin der Wuppertaler Oper.

## Beruflicher Werdegang
Rebekah Rota absolvierte ihren Bachelor an der University of Utah und promovierte zum Doctor of Musical Arts an der University of Michigan, wo sie bei der Sängerin und Regisseurin Lorna Haywood studierte. Sie sang als Sopranistin in über 40 Rollen: „She was consistently recognized for her ability to combine secure technique, beautiful singing, and moving interpretations.“ („Sie wurde immer wieder für ihre Fähigkeit gewürdigt, sichere Technik, schönen Gesang und bewegende Interpretationen zu verbinden.“) 2016 hatte sie ihren letzten Auftritt als Sängerin, als Margarethe in Gounods Faust.
Als Regisseurin feierte Rebekah Rota unter anderem mit ihren Inszenierungen von Das Tagebuch der Anne Frank von Grigori Frid beim International Penderecki Festival Zabrze und mit Mozarts Così fan tutte an der Michigan Opera Theatre Erfolge. Auch hatte sie die künstlerische Leitung von Projekten in und um Dresden, Mecklenburg-Vorpommern, San Francisco, Salt Lake City oder in Detroit. Als Stellvertretende Chefdisponentin und Referentin des Operndirektors war sie an den Landesbühnen Sachsen tätig. Von 2020 bis 2022 war sie stellvertretende Operndirektorin sowie seit September 2021 Opernmanagerin am Staatstheater Karlsruhe.
In Karlsruhe entwickelte Rota in zahlreichen Fortbildungen zur Modernisierung von Theaterstrukturen und praxisorientierten Arbeitsgruppen ihre zukunftsweisende Vision von einem demokratischeren und weltoffenen Theater. Sie ist aktives Mitglied der deutschlandweiten Initiative Zukunft des Theaters / Theater der Zukunft.
Zur Spielzeit 2023/24 wurde Rebekah Rota als Nachfolgerin von Berthold Schneider neue Intendantin der Wuppertaler Oper.